# Fernando Robles
Fernando Augusto Colaço Leal Robles MPVM• MTMM  (Santo António dos Olivais, Coimbra, 15 de agosto de 1940), ou apenas Fernando Robles, é um militar português que participou nas operações iniciais de contra-insurgência contra guerrilhas da União dos Povos de Angola (UPA) que operavam no norte de Angola durante 1961, no início da Guerra do Ultramar. Evidenciando-se pelo sucesso das acções em que participou contra as guerrilhas, e pela eficácia das suas missões, foi agraciado com a Medalha de Valor Militar com palma de prata pelo Presidente da República na altura, o Almirante Américo Thomaz. Foi envovido, ainda antes e após o 25 de Abril, em várias polémicas devido à sua alegada participação em massacres e ataques a populações civis nativas em resposta às chacinas levadas a cabo pela UPA contra fazendeiros e trabalhadores das explorações de café a 15/16 de Março de 1961, tendo ficado célebre a sua frase, dita a um soldado ao deparar-se com os cadáveres de uma família de fazendeiros que apresentavam sinais de tortura: "Estamos em guerra: primeiro mata, depois pergunta". De salientar, contudo, que num inquérito à sua actuação levado a cabo pouco tempo depois por iniciativa do general Holbeche Fino, o então jovem alferes saiu ilibado das acusações que lhe eram feitas (cf. Pires Nunes, A. "Angola 1961: da Baixa do Cassange a Nambuangongo", Prefácio, Lisboa, 2005 (capítulo "Mitos e Realidades").

## Biografia

### Infância e início da carreira Militar
A 15 de Agosto de 1940, nasce em Santo António dos Olivais, em Coimbra, como Fernando Augusto Colaço Leal Robles.
Posteriormente, vai para Lisboa para estudar no Colégio Militar com o número de aluno nº 79.
A 27 de Agosto de 1960, Fernando Robles, cadete-aluno nº 506 da Academia Militar, é promovido a aspirante miliciano de infantaria e colocado no Regimento de Infantaria 12 (RI12-Coimbra).

### Carreira como Alferes-Miliciano e serviço em Angola
A 02 de Outubro de 1960, é transferido para o Regimento de Infantaria 1 (Amadora). Aí, inicia a formação de um dos pelotões de uma subunidade especial destinada a reforço da guarnição normal da Região Militar de Angola, inserida numa nova força de operações especiais e contra-insurgência portuguesa, que ficaria conhecida para a História com a designação coletiva de "Companhias de Caçadores Especiais" (CCE), precursoras dos Comandos Portugueses, que se assemelhavam a unidades do exército regular, embora com treino em anti-guerrilha. Foram as primeiras tropas do Exército Português a usarem um uniforme camuflado e foram, sobretudo, estas unidades que combateram no início da Guerra do Ultramar, porestarem melhor preparadas para a luta anti-guerrilha.
Em 12 de Fevereiro de 1961 é promovido a alferes miliciano, e embarca no aeroporto de Lisboa rumo a Luanda, integrado na 6ª Companhia de Caçadores Especiais (Companhia de Caçadores Especiais 67). Inicialmente, as Companhias de  Caçadores Especiais eram compostas por voluntários de unidades de infantaria padrão, consideradas mais adaptadas para treinamento intensivo em operações antiguerrilha. Treinadas no Centro de Instrução de Operações Especiais(CIOE)  em Lamego , as CCE foram as primeiras tropas portuguesas a usar o uniforme de combate de boina marrom e camuflagem em combate.

#### 15 de março 1961
Aquando do 15 de março de 1961, o Alferes Robles e a sua companhia de Caçadores Especiais foram dos primeiros a retaliar e a defender as aldeias situadas entre Luanda e o Uíge.https://www.defesa.gov.pt/pt/defesa/organizacao/comissoes/cphm/rphm/edicoes/ano1/n12021/6compcacesp/Paginas/default.aspx
Entre os comandantes portugueses deste período que mais se distinguiram surge assim o nome do Alferes Miliciano Fernando Augusto Colaço Leal Robles da 6ª Companhia de Caçadores Especiais (comandada pelo Capitão Raúl Leandro dos Santos) que, dotado de uma fortíssima motivação ideológica na crença de que a sua actuação o era na defesa de Portugal, se mostrou particularmente eficaz na vastíssima área dos Dembos e na qual foi o primeiro a deparar-se com as vítimas dos terroristas, combatendo-os implacavelmente e com vigor nas suas ações, naquilo que alguns viriam a considerar uma brutal campanha de "olho por olho, dente por dente". Não pode contudo ser negado que o emprego dessas ações repressivas serviram para salvar milhares de vidas (colonos brancos e mestiços e trabalhadores rurais nativos que não se uniram à UPA). De entre as façanhas mais conhecidas do pelotão comandado por Robles, destaca-se a destruição de uma populosa base da UPA em Kipanene, na margem norte do rio Dange, próximo de Vista Alegre.

### Medalha de Valor Militar de Prata, com Palma

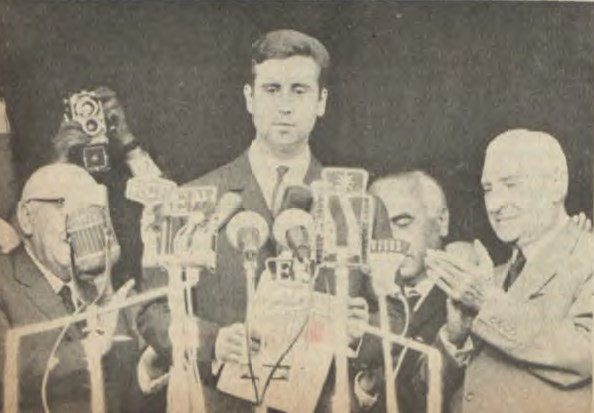
Discurso de Fernando Robles no Terreiro do Paço, aquando as celebrações do 10 de Junho de 1963. À direita, temos o Professor Doutor António Oliveira de Salazar

Em 22 de Janeiro de 1963 o Alferes miliciano de Infantaria Fernando Augusto Colaço Leal Robles foi condecorado com a Medalha de prata de Valor Militar, com palma, constando do seu louvor que “se evidenciou como oficial valente e excepcionalmente audacioso, dando constantes provas de coragem, decisão, serena energia debaixo de fogo e sangue-frio em todas as acções em que tomou parte, com risco da própria vida, contribuindo em muito, primeiro, para a limitação de acções terroristas na região dos Dembos na fase mais crítica do terrorismo (…). Actuando logo no início do terrorismo, em Março de 1961, com o seu Pelotão destacado da Companhia, em zonas das mais perigosas, como o Piri, Vista Alegre e Cambamba, conseguiu, mercê de uma rara abnegação, valentia, coragem e extrema audácia, aniquilar numerosos grupos de terroristas e salvar muitas vidas e haveres das populações mais isoladas.”
Em 16 de Março de 1963, regressa à Metrópole e ao Regimento de Infantaria N.º 1 (Quartel da Amadora). A 16 de Abril de 1963, precisamente um mês depois da sua colocação no Regimento de Infantaria 1, é colocado no Batalhão de Caçadores N.º 5, em Campolide. Nas celebrações do 10 de Junho de 1963, no Terreiro do Paço, durante a celebração do Dia de Portugal, é-lhe imposta pelo Presidente da República, perante as tropas em parada, a Medalha de Prata de Valor Militar com palma. E, a 1 de Dezembro de 1964, é promovido a Tenente miliciano.
Em 16 de Julho de 1965 conclui na Academia Militar, com 13,51 valores, um curso especial que dispensa frequência de tirocínio, sendo colocado no Centro de Instrução de Sargentos Milicianos de Infantaria, em Tavira.
Em 1 de Novembro de 1965 é qualificado para o Quadro Permanente (QP) de Infantaria, e em 27 de Agosto de 1967 é recolocado no Regimento de Infantaria N.º1, na Amadora.
A partir de  1 de Dezembro de 1967, conta a sua antiguidade no posto de tenente.

### Comandos e serviço na Guiné-Bissau
No dia 01 de Maio de 1968, encontrando-se colocado no Centro de Instrução de Operações Especiais (CIOE-Lamego), embarca de Lisboa rumo a Bissau, como adjunto do comandante da 15.ª Companhia de Comandos, e a 17 de maio de 1969, é promovido a capitão. A 15.ª Companhia de Comandos, após sucessivas operações, acabaria por ficar inoperacional, passando a fazer guarda de honra ao Palácio do Governador em Bissau.
Entretanto promovido a capitão, Fernando Robles não conclui essa sua comissão e regressa à Metrópole, ficando colocado no Centro de Instrução de Sargentos Milicianos de Infantaria (CISMI-Tavira).
No dia 06 de Março de 1970, Robles é transferido para a Academia Militar, como instrutor de infantaria do Corpo de Alunos.

### Regresso a Angola
A partir do 1º trimestre de 1971, é-lhe averbada a especialidade '959-Comandos' e segue para Angola, onde veio a assumir o comando da 25.ª Companhia de Comandos (25ªCCmds). Em 11 de Maio de 1971 é novamente agraciado com uma condecoração militar, neste caso a Medalha de Mérito Militar de 3ª classe.
A partir de 18 de Fevereiro de 1973, prorroga voluntariamente a sua comissão de serviço na Região Militar de Angola (RMA), passando a comandar a Companhia de Comando e Serviços do Centro de Instrução de Comandos (CCS/CIC).
Após o 25 de Abril e com a questão da descolonização, em meados de 1975 regressa definitivamente à Metrópole e é transferido para a Guarda Nacional Republicana onde se reforma como Coronel em 2002.

## Agraciamentos, Louvores e Condecorações

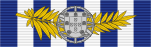
Medalha de Valor Militar de Prata com Palma

##### Agraciado com a Medalha de Valor Militar, de prata com Palma[12]
Transcrição do louvor publicado na OE n.º 3 - 2.ª série, de 1963:
Grau: Prata, com palma

Por Portaria de 22 de Janeiro de 1963:
"Louvado o Alferes Miliciano de Infantaria, Fernando Augusto Colaço Leal Robles, porque durante cerca de dois anos em que serviu na Companhia de Caçadores 67, se evidenciou como oficial valente e excepcionalmente audacioso, dando constantes provas de coragem, decisão, serena energia debaixo de fogo e sangue-frio em todas as acções em que tomou parte, com risco da própria vida, contribuindo em muito, primeiro, para a limitação de acções terroristas na região dos Dembos na fase mais crítica do terrorismo, depois, na defesa e segurança interna da cidade de Luanda, e, por último, na cobertura da fronteira norte. Actuando logo no início do terrorismo, em Março de 1961, com o seu Pelotão destacado da Companhia, em zonas das mais perigosas, como o Piri, Vista Alegre e Cambamba, conseguiu, mercê de uma rara abnegação, valentia, coragem e extrema audácia, aniquilar numerosos grupos de terroristas e salvar muitas vidas e haveres das populações mais isoladas."
Transcrição da Portaria que concede a condecoração, publicada na mesma OE:
"Condecorado com a Medalha de Prata de Valor Militar, com palma, por ter sido considerado ao abrigo do artigo 7.º, com referência ao § 1.º do artigo 51.º, do Regulamento da Medalha Militar, de 28 de Maio de 1946, o Alferes Miliciano de Infantaria, Fernando Augusto Colaço Leal Robles, que durante os largos meses em que serviu na Companhia de Caçadores 67, se evidenciou como oficial decidido e excepcionalmente audacioso, contribuindo com a sua rara abnegação, valentia e coragem para o êxito das múltiplas operações em que, com grande risco de vida, participou, designadamente na limitação das acções terroristas na região dos Dembos, na defesa e segurança interna da cidade de Luanda, na cobertura da fronteira norte e no patrulhamento das zonas particularmente perigosas de Piri, Vista Alegre e Cambamba."
A 26 de setembro de 1970, foi agraciado com o grau de Cavaleiro da Ordem Militar de Avis.